# Ophiodyscrita acosmeta
Ophiodyscrita acosmeta är en ormstjärneart som beskrevs av Hubert Lyman Clark 1938. Ophiodyscrita acosmeta ingår i släktet Ophiodyscrita och familjen Ophiodermatidae. Inga underarter finns listade i Catalogue of Life.